# Phora velutina
Phora velutina är en tvåvingeart som beskrevs av Johann Wilhelm Meigen 1830. Phora velutina ingår i släktet Phora och familjen puckelflugor. Inga underarter finns listade i Catalogue of Life.